# Эльсбах
Эльсбах (нем. Els, Elsbach) — река в Германии, протекает по Нижней Франоконии на северо-западе Баварии. Речной индекс — 24428. Длина реки — 23,98 км. Площадь бассейна реки составляет 95,22 км². Высота истока 840 м. Высота устья 236 м.